# Elias (catch)
 (juin 2021).
Pour les articles homonymes, voir Sciullo.
Jeffrey Logan Sciullo (né le 22 novembre 1987 à Pittsburgh) est un catcheur (lutteur professionnel) américain. Il travaille actuellement à la Total Nonstop Action Wrestling sous le nom de Elijah.
Il est connu pour son travail à la World Wrestling Entertainment, sous le nom d'Elias de 2014 à 2023.

## Carrière

### International Wrestling Cartel (2008-2013)
Sciulo commence sa carrière à l'International Wrestling Cartel (IWC), une fédération de Pittsburgh, sous le nom de Logan Shulo. 
Il y devient champion du monde poids lourd de l'IWC le 10 mars 2012 après sa victoire sur Jimmy DeMarco. Le 15 décembre, il remporte le championnat Super Indy de l'IWC après sa victoire Sami Callihan dans un match arbitré par DeMarco. Juste après ce combat, son règne de champion du monde poids lourd prend fin avec sa défaite face à John McChesney dans un match arbitré par DeMarco.
Il perd le titre de champion Super Indy face à Anthony Nese le 26 janvier 2013[réf. nécessaire]. Il tente de récupérer son titre de champion du monde poids lourd le 2 février sans succès.

### World Wrestling Entertainment (2013-2023)

#### Passage à la NXT (2013-2017)
Le 26 novembre 2013, la World Wrestling Entertainment (WWE) annonce la signature de Logan Shulo. 
Il change de nom de ring pour celui d'Elias Samson et fait son premier combat sous ce nouveau nom au cours de l'enregistrement de NXT du 15 mai 2014.

#### Débuts àRawet diverses rivalités (2017-2019)
Le 22 mai 2017 à Raw, il fait ses débuts, dans le show rouge, en tant que Heel, en battant Dean Ambrose par disqualification, attaqué par le Miz. Après le match, il attaque son adversaire[réf. nécessaire]. 
Le 24 septembre lors du pré-show à No Mercy, il bat Apollo Crews[réf. nécessaire]. 
Le 22 octobre à TLC, il perd face à Jason Jordan[réf. nécessaire]. Le 19 novembre lors du pré-show aux Survivor Series, il bat Matt Hardy.[réf. nécessaire]
Le 28 janvier 2018 au Royal Rumble, il entre dans le Royal Rumble masculin en 6e position, mais se fait éliminer par John Cena. Le 25 février à Elimination Chamber, il perd un Elimination Chamber Match face à Roman Reigns, qui inclut également Braun Strowman, Finn Bálor, John Cena, Seth Rollins et The Miz, ne devenant pas aspirant n°1 au titre Universel de la WWE à WrestleMania 34.
Le 9 avril à Raw, son concert est interrompu par Bobby Lashley, de retour dans la compagnie 10 ans après son départ, qui l'attaque et le laisse K.O[réf. nécessaire]. Le 27 avril au WWE Greatest Royal Rumble, il entre dans le Royal Rumble en 20e position, élimine Kofi Kingston, Xavier Woods, Kurt Angle, Konnor et Randy Orton, avant d'être lui-même éliminé par Bobby Lashley après 34 minutes. Le 6 mai à Backlash, son concert est interrompu quatre fois : par le New Day, le duo Rusev - Aiden English, No Way Jose et Titus Worldwide, jusqu'à ce qu'il reçoive un Glorious DDT de Bobby Roode[réf. nécessaire]. Le 17 juin à Money in the Bank, il ne remporte pas le titre Intercontinental de la WWE, battu par Seth Rollins.
Le 6 octobre à Super Show-Down, Kevin Owens et lui perdent face à John Cena et Bobby Lashley. Le 22 octobre à Raw, il bat Apollo Crews. Resté sur le ring, après le combat, pour interpréter sa chanson, il effectue un Face Turn en frappant Baron Corbin dans le dos avec sa guitare, ce dernier étant venu l'interrompre[réf. nécessaire]. Le 16 décembre lors du pré-show à TLC, il bat Bobby Lashley dans un Ladder Match[réf. nécessaire].
Le 27 janvier 2019 au Royal Rumble, il entre dans le Royal Rumble masculin en première position, élimine Jeff Jarrett, avant d'être lui-même éliminé par le futur vainqueur, Seth Rollins. Le lendemain à Raw, il effectue un Heel Turn en attaquant Jeff Jarrett et Road Dogg[réf. nécessaire].

#### Draft àSmackDown Live, quadruple champion 24/7 de la WWE et diverses rivalités (2019-2020)
Le 16 avril à SmackDown Live, lors du Superstar Shake-Up, il est transféré au show bleu. Par la suite, il se prend un Spear de Roman Reigns, lui aussi nouvel arrivant dans le show bleu, après avoir tenté de protéger Vince McMahon[réf. nécessaire]. Le 19 mai à Money in the Bank, il perd face au Samoan en quelques secondes[réf. nécessaire]. Le 28 mai à SmackDown Live, il devient le nouveau champion 24/7 de la WWE en faisant le tombé sur R-Truth. Plus tard dans la soirée, Drew McIntyre et lui perdent face à R-Truth et Roman Reigns. Après le match, il perd le titre sur un tombé d'R-Truth, après avoir subi un Spear du Samoan. Le 4 juin à SmackDown Live, il redevient champion 24/7 de la WWE, pour la seconde fois, en faisant le tombé sur R-Truth. Plus tard dans la soirée, il reperd le titre sur un tombé de ce dernier. 
Le 14 juillet à Extreme Rules, il intervient dans le No Holds Barred Match de Shane McMahon et Drew McIntyre face à Roman Reigns et l'Undertaker, mais ne peut empêcher leur défaite[réf. nécessaire]. Le 11 août à SummerSlam, il intervient plusieurs fois dans le match, entre Kevin Owens et Shane McMahon, en attaquant le Canadien, mais ne peut empêcher la défaite du commissionnaire du show bleu[réf. nécessaire]. Le 13 août à SmackDown Live, il redevient champion 24/7 de la WWE, pour la troisième fois, en faisant le tombé sur R-Truth[réf. nécessaire]. Le 23 août, il perd le titre sur un tombé d'R-Truth, mais le récupère, pour la quatrième fois, en faisant le tombé sur Rob Stone. Le 27 août à SmackDown Live, il perd le titre sur un tombé de Drake Maverick, après avoir subi un Stunner de Kevin Owens[réf. nécessaire]. Le 10 septembre, il se blesse au pied et ne peut participer au King of the Ring Tournament, où il sera remplacé par Chad Gable.
Le 29 novembre à SmackDown, il fait son retour, après 2 mois d'absence, et un Face Turn, en chantant une chanson pour Dana Brooke[réf. nécessaire].
Le 26 janvier 2020 au Royal Rumble, il entre dans le Royal Rumble masculin en deuxième position, mais se fait éliminer par Brock Lesnar. 
Le 4 avril à WrestleMania 36, il bat King Corbin[réf. nécessaire]. Le 29 mai à SmackDown, il est victime d'un accident de voiture, causé par Jeff Hardy, mais sa vie n'est pas en danger[réf. nécessaire].

#### Retour àRawet alliance avec Jaxson Ryker (2020-2021)
Le 12 octobre à Raw, lors du Draft, il est annoncé être transféré au show rouge par Stephanie McMahon. Plus tard dans la soirée, il permet à AJ Styles de battre Jeff Hardy et Seth Rollins dans un Triple Threat Match en attaquant le second. Il effectue ainsi un Heel Turn[réf. nécessaire]. Le 25 octobre à Hell in a Cell, il bat Jeff Hardy par disqualification, ayant été attaqué par son adversaire avec sa propre guitare. Le 22 novembre lors du pré-show aux Survivor Series, il ne remporte pas la Dual Brant Battle Royal, battu par le Miz[réf. nécessaire]. Le 28 décembre à Raw, il s'allie avec Jaxson Ryker, mais perd face à AJ Styles[réf. nécessaire]. 
Le 31 janvier 2021 au Royal Rumble, il entre dans le Royal Rumble masculin en 13e position, mais se fait éliminer par Damian Priest[réf. nécessaire]. Le 21 février lors du pré-show à Elimination Chamber, il perd un Fatal 4-Way Match face à John Morrison, qui inclut également Ricochet et Mustafa Ali, ne s'ajoutant pas dans le Triple Threat Match pour le titre des États-Unis de la WWE[réf. nécessaire]. Le 21 mars à Fastlane, il remplace Shane McMahon blessé, mais perd face à Braun Strowman.
Le 9 avril à SmackDown special WrestleMania, il ne remporte pas la Andre the Giant Memorial Battle Royal, gagnée par Jey Uso[réf. nécessaire]. Le 5 mai à Raw, Jaxson Ryker et lui disputent leur premier match ensemble, en perdant face à RK-Bro (Randy Orton et Riddle)[réf. nécessaire]. Le 31 mai à Raw, ils ne remportent pas les titres par équipe de Raw, battus par AJ Styles et Omos. Après le combat, il met fin à son alliance avec l'ancien membre des Forgotten Sons[réf. nécessaire].
Le 9 août à Raw, il effectue une promo, dans laquelle il jette sa guitare au feu, et annonce la mort de son personnage guitariste[réf. nécessaire].

#### Retour àRawet départ (2022-2023)
Le 4 avril 2022 à Raw, il fait son retour avec un nouveau look, en tant que Face, sous le nom d'Ezekiel, en interrompant Kevin Owens et se disant être le petit frère de son ancien gimmick[réf. nécessaire]. Le 5 juin à Hell in a Cell, il perd face au Canadien.
Le 8 août à Raw, son match face à Kevin Owens se termine en No Contest. Le Canadien le rue de coups, et lui porte une Powerbomb sur le tablier du ring. Ceci marque sa dernière apparition sous sa nouvelle gimmick.
Le 17 octobre à Raw, il fait son retour sous son ancien gimmick, Elias[réf. nécessaire].
Le 28 janvier 2023 au Royal Rumble, il entre dans le Royal Rumble match masculin en 19e position, mais se fait éliminer par Drew McIntyre et Sheamus[réf. nécessaire]. Le 31 mars à WrestleMania SmackDown, il ne remporte pas la André the Giant Memorial Battle Royal, gagnée par Bobby Lashley[réf. nécessaire]. 
Le 21 septembre, il est licencié par la compagnie.

### Retour sur le circuit indépendant (2024-...)
Le 1er janvier 2024, Sciullo a posté une vidéo sur son compte X pour promouvoir son nouveau gimmick et son nouveau nom Elijah.

### Total Nonstop Action Wrestling(2025-...)
Le 20 février 2025, lors de TNA Impact, il fait ses débuts en sauvant Joe Hendry de l'attaque de The Colons[réf. nécessaire].
Le 28 février 2025, la TNA annonce sa signature avec la compagnie[réf. nécessaire].

## Palmarès
- International Wrestling Cartel
  - 1 fois IWC World Heavyweight Champion
  - 1 fois IWC Super Indy Champion

- World Wrestling Entertainment
  - 4 fois WWE 24/7 Champion

## Récompenses des magazines
- Pro Wrestling Illustrated

| Année | 2013 | 2014 | 2015       | 2016 | 2017 | 2018 | 2019 | 2020 | 2021 |
| ----- | ---- | ---- | ---------- | ---- | ---- | ---- | ---- | ---- | ---- |
| Rang  | 391  | 335  | Non classé | 203  | 152  | 69   | 110  | 155  | 217  |

## Discographie
- Walk With Elias (2018)[27]

- Universal Truth (2020)[28]